# Ante Peterlić
Ante Peterlić (Kaštel Novi, 18 maggio 1936 – Zagabria, 12 luglio 2007) è stato uno sceneggiatore e regista jugoslavo.
È conosciuto soprattutto per il suo film Accidental Life.
Peterlić è stato un giovane critico cinematografico e professore di teoria del film alla Facoltà di Scienze Umane e Sociali all'Università di Zagabria.
Nel 1960 ha diretto il suo primo cortometraggio ed ha partecipato come aiuto regista in vari lungometraggi e documentari, lavorando anche come script doctor.